# Тафдруп, Пиа
Пиа Тафдруп (дат. Pia Tafdrup, 29 мая 1952, Копенгаген) — датская поэтесса, прозаик, драматург, переводчик.

## Биография
Окончила гимназию в Эльсиноре (1971). Затем окончила Копенгагенский университет, получила степень магистра искусствоведения (1977). Первую книгу стихов выпустила в 1981 году.

## Творчество
Автор 14 книг стихов, двух романов, нескольких драм. Многократно выступала с чтением своих стихов в различных странах мира, участвовала в международных фестивалях поэзии. Переводила стихи Иоганнеса Бобровского, Уллы Хан, Эдит Сёдергран, Стига Ларссена, Катарины Фростенсон, Леонарда Коэна и других поэтов с английского, немецкого, шведского, норвежского языков, прозу Карен Бликсен с датского на английский.
Произведения Тафдруп переведены на 25 языков мира.

## Произведения
- Når der går hul på en engel/ Когда ангел прервет молчание (1981)
- Intetfang/ Не удержать (1982)
- Den inderste zone/ Сокровенная область (1983)
- Springflod/ Сизигийный прилив (1985)
- Hvid feber/ Белая горячка (1986)
- Sekundernes bro/ Мост мгновений (1988)
- Døden i bjergene/ Смерть в горах (1988, драма)
- Jorden er blå/ Мир в синем цвете (1991, драма)
- Over vandet går jeg/ Идя по воде. Очерк поэтики (1991)
- Krystalskoven/ Хрустальный лес (1992)
- Territorialsang/ Песня этой земли (1994)
- Dronningeporten/ Царские врата (1998)
- Tusindfødt/ Тысячекратно рожденный (1999)
- Hvalerne i Paris/ Киты в Париже (2002)
- Hengivelsen/ Сдача (2004, роман)
- Tarkovskijs heste/ Кони Тарковского (2006)
- Springet over skyggen/ Прыжок через тень. Избранные стихи 1981—2006 (2007)
- Det drømte træ/ Сновиденное дерево (2007)
- Boomerang/ Бумеранг (2008)
- Stjerne uden land/ Бесприютная звезда (2008, роман)
- Trækfuglens kompas/ Путеводные птицы (2010)

## Публикации на русском языке
- Киты в Париже: Стихотворения

## Признание
- 1989 — член Датской академии
- 2009 — член Европейской академии поэтов
- 1999 — Литературная премия Северного Совета
- 2006 — Северная премия Шведской академии
- многочисленные другие награды
- 2001 — Кавалерственная дама ордена Данеброга